# Prepona octavia
Prepona octavia är en fjärilsart som beskrevs av Hans Fruhstorfer 1904. Prepona octavia ingår i släktet Prepona och familjen praktfjärilar. Inga underarter finns listade i Catalogue of Life.